# Université du KwaZulu-Natal
L’université du KwaZulu-Natal (en anglais : University of KwaZulu-Natal ou UKZN) est une université du KwaZulu-Natal en Afrique du Sud. Elle a été créée en 2004 de la fusion de l'université du Natal (fondée en 1910) et de celle de Durban-Westville (fondée dans les années 1960). Elle comprend cinq campus dans cette province.

## Personnalités liées à l'université

### Professeurs
- Francisca Mutapi, est professeur honoraire depuis 2017[1]

### Étudiants
- Steve Biko, militant anti-apartheid[2]
- Tommy Bedford, joueur de rugby et militant anti-apartheid,
- Mangosuthu Buthelezi, leader du Inkatha Freedom Party
- Sheila Cussons, poète
- Craig Joubert, arbitre international professionnel sud-africain
- Mazisi Kunene, poète
- Lara Logan, journaliste de télévision CBS News
- David Lovelock, physicien théoricien et mathématicien britannique
- Fatima Meer, auteure et militante anti-apartheid
- Delia North, doyen de l'École de mathématiques, de statistique et d'informatique de l'Université du KwaZulu-Natal
- Futhi Ntshingila, écrivaine sud-africaine
- D.J. Opperman, Afrikaans poet[3]
- David Papineau, philosophe
- Alan Paton, auteur, Pleure, ô pays bien-aimé
- Gerald Pillay, théologien protestant et historien de l’Église sud-africain.
- Shaun Pollock, joueur de cricket
- John van de Ruit, acteur, producteur théâtral et écrivain sud-africain
- Athol Trollip, homme politique sud-africain, membre de l'Alliance démocratique (DA), maire de la métropole Nelson Mandela Bay
- Lindiwe Mazibuko, femme politique sud-africaine, de l'Alliance démocratique[4]
- Jeremy Wafer (1954-), artiste contemporain
- Shamila Batohi, procureure générale sud-africaine.
- Simmy, chanteuse sud-africaine.